# Лыткин, Георгий Степанович
Георгий Степанович Лыткин (коми Степан Ёгор, псевдоним — Ёгуш; 1835—1907) — российский педагог, заслуженный преподаватель истории и географии; историк, этнограф, финно-угровед, монголовед, коми поэт и просветитель.

## Биография
Родился 26 мая (7 июня) 1835 года в Усть-Сысольске Вологодской губернии (ныне Сыктывкар, Республика Коми) в семье зырянского происхождения. Окончил в 1848 году уездное училище в Усть-Сысольске, затем Вологодскую гимназию. В 1854—1858 годах учился на факультете восточных языков Санкт-Петербургского университета, где примыкал к революционным кружкам и обществу «Земля и воля». В 1859 году оставлен в качестве кандидата для работы на кафедре.
Для подготовки к профессорской деятельности был командирован на два года в Астраханскую, Ставропольскую губернии и область Войска Донского. В командировке обнаружил несколько образцов средневековой калмыцкой литературы, сделал их переводы и публикации.
В 1865—1869 годах преподавал в Ларинской гимназии. С 8 августа 1869 года до своей смерти преподавал историю в 6-й Санкт-Петербургской гимназии.

## Научная деятельность
Темами научной деятельности Лыткина были монголистика, калмыковедение и финно-угорское языкознание. Он внёс большой вклад в создание литературного коми языка. Занимался переводами церковной литературы на коми язык (в том числе перевёл Евангелие от Матфея). Написал первый коми букварь, исследовал историю коми языка, составил сравнительно-сопоставительный словарь пермских языков. Писал стихи элегического характера.
По своей специальности издал учебник «Всеобщей географии» (СПб., 1890—1894)